# Nová Ves (Rychnov nad Kněžnou-i járás)
Nová Ves település Csehországban, Rychnov nad Kněžnou-i járásban. Nová Ves Albrechtice nad Orlicí, Žďár nad Orlicí, Poběžovice u Holic és Vysoké Chvojno településekkel határos. Lakosainak száma 243 fő (2024. január 1.).

## Népesség
A település lakosságának változását az alábbi diagram mutatja:
| Lakosok száma | 299  | 310  | 312  | 230  | 190  | 139  | 180  | 195  | 219  | 243  |
|               | 1869 | 1890 | 1921 | 1950 | 1980 | 2001 | 2017 | 2019 | 2022 | 2024 |